# Мокране
Мокра̀не е село в Сърбия, община Неготин. През 2022 година селото има 353 жители. Селото е разположено на 10 км от общинския център Неготин и на 8 км от границата с България, където е и граничен контролно-пропускателният пункт към Брегово. Името си получава от земята, върху която е заселено - мокра, влажна.

## География
Селото е разположено в историко-географската област Тимошко в Източна Сърбия, в  долината на Сиколска река, ляв приток на Тимок. Районът има предимно хълмист релеф в западната си част, докато на изток около река Тимок е равнинен, зает предимно от земеделски земи. Горите заемат юго-западните и крайните северни райони на землището. Гористи участъци има и около река Тимок. На север са възвишенията Соколовница, Балейско и Рушанско бърдо, на изток е река Тимок и границата с България при Брегово, на югоизток е Височко бърдо и землището на село Велково, на юг е Роглевско бърдо и Роглево, на запад е потока Чаплинец и землището на село Речка. Надморската височина в селото е между 60 м около реката и 110 м в южната част на селото. Най-високата точка в землището е връх Канджик 280 м в югозападните части на землището, а най-ниската е 42 м при устието на Сиколска река в Тимок. Климатът е умереноконтинентален, с горещи лета, студени зими и сравнително равномерни валежи през годината. По-известните местности са: Общински Гай, Канджик, Алийе, Барбашево и др. През землището протичат Сиколска и Чубранска реки, на запад е потока Чаплинац, а на изток, по границата с България, е река Тимок. Край тях са разположени множество извори.

## Население
Село Мокране е изправено пред ясно изразени демографски предизвикателства - застаряващо население, ниска раждаемост, миграция, домакинства с по 1 член, празни домове. Населението му е намаляло с около 50% за последните две десетилетия – от 726 души през 2002 г. до едва 353 през 2022 г. Тази тенденция е съпроводена от сериозно застаряване: 48% от жителите са на възраст над 65 години. Средната възраст е около 57 години, което надвишава националното средно равнище. Причините са типични за много села в Източна Сърбия – младежка миграция, ниска раждаемост и икономически трудности. Известна част от населението в трудоспособна възраст е временно на работа в чужбина, предимно в Германия и Швейцария. Населението е смесено, с преобладаващи сърби и значителна общност от власи, както и представители на други етнически групи (румънци, хървати и словенци). Според преброяването от 2022 г. в Мокране живеят 353 жители, което е със 197 по-малко от 2011 г., когато при преброяването има 550 жители. Селището има 333 пълнолетни жители, а средната възраст на населението е 56,85 години (57,65 за мъжете и 56,09 за жените). Според преброяването от 2022 г. в селото има 194 домакинства, а средният брой членове на домакинство е 1,82, като според същото преброяване в селото има 975 жилищни единици, от които 302 са обитаеми (69 % необитаеми).
| Година | Жители |
| ------ | ------ |
| 1948   | 1993   |
| 1953   | 1908   |
| 1961   | 1743   |
| 1971   | 1409   |
| 1981   | 1270   |
| 1991   | 1140   |
| 2002   | 726    |
| 2011   | 550    |
| 2022   | 353    |

## История
Заселено още от неолита, Мокране е едно от древните селища в региона. Открити са останки от праисторическо селище, датиращо от четвъртото хилядолетие преди Христа. Мястото е обитавано също през медната, желязната и бронзовата ера, по време на завоеванията на Римската империя, Византия, България и Османската империя, та чак до наши дни.

### Праистория
В района са проведени археологически проучвания и са открити следи от живот, датиращи отпреди 6 хиляди години. Мястото е открито от археолога Джордже Янкович през 1976 г. проучвайки района. През 2010 г., под ръководството на д-р Иване Радованович започва системно изследване на обекта, наречен "Подкапина". Съвместно работят експерти от Музея на Крайна, Белградския археологически институт и Американския университет "Лорънс" в Канзас.  Същевременно археолозите д-р Александър Капуран и д-р Александър Булатович откриват средновековен некропол извън обекта. Изследвани са три гроба и са открити стъклени и медни находки. От некропола е извлечен генетичен материал, който да послужи на Института за молекулярна генетика и генно инженерство в Белград за анализ на степента на  миграциите и влиянието им на генетичния състав на сърбите. Проучването на обекта е съпътствано и от незаконни дейности на иманяри, които, привлечени от легенди за предполагаемо съкровище, през 2012г. година разрушават до основи малко праисторическо укрепление.

### Османски период
В началото на Османския период са съществували множество по-малки населени места (махали), които между 1491 и 1521 г. се обединяват и образуват сегашното селище. Хората изоставили старите си местообитания в по-високите скалисти части и се заселили около реката. Това за някои селища станало по-бързо, а други просъществували по-дълго. Днес с техните имена се назовават местностите, където били разположени: Романя, Рушань, Барбашево, Горня, Средня и Доня Соколовица, Висока, Велика Висока, Селище и Локва. През 1530 г. е имало 34 къщи, през 1586г. - 23 къщи. През 1783 г. повечето от къщите били вкопани в земята - землянки, наречени "бурдели". С името Мокраня селото е споменато през 1811г. През 1846 г. в него има 188 къщи, а през 1866 г. - 266. От 1900 г. до 1904 г. се е наричало Миланово, а след това Мокранье / Мокране. 

### XIX век
След освобождението от Османската империя селото запазва своя селскостопански характер – основен поминък е земеделието, лозарството и животновъдството. От 1833 г. селото е в пределите на Сръбското княжество, васално на Османската империя. Започва изграждането на училище (1867 г.), църква (1869 - 1872 г.), развива се етно-културния живот на местното население. От тук произхожда, роденият през 1856 г. сръбски композитор Стеван Мокраняц, който по-късно става символ на сръбската духовна и народна музика. През 1882 г. става част от Кралство Сърбия, засилва се кооперативното движение със създадената през 1898 г. първа земеделска кооперация. 

### ХХ век
След Балканските войни и Първата Световна война селото става част от Кралство Югославия. Земята се раздробява, а стопанствата са предимно фамилни. През юни 1940 г. селото е засегнато от наводнение. От 1947 г. се възстановява кооперативното движение до 1953 г., когато земята отново се раздробява. След Втората Световна война Мокране става част от новата социалистическа република СФРЮ, започва благоусттрояване и изграждане на инфраструктура, засилват се обаче миграционните процеси към по-големите градове (Неготин, Бор, Белград) и към чужбина (Германия, Австрия, Швейцария). 

### XXI век
След разпада на Югославия, в следствие на настъпилата икономическа криза, миграционните процеси се засилват. Населението застарява, няма раждаемост, домакинствата са с по 1 член, който като почине оставя жилището си необитаемо. Днес Мокране е малко гранично село с рязко намаляващо и застаряващо население, с ограничен достъп до услуги и инфраструктура и с малки семейни стопанства. Има възможност за развитие на туризма, но все още няма подходяща инфраструктура. През 2014г. селото отново бе засегнато от придошлите води на Сиколска река. 

## Икономика и земеползване
Основен икономически отрасъл, но в упадък, е селското стопанство. Отглеждат се лозя, зърнени култури, овощия и зеленчуци в семейни градини. Животновъдството е представено основно от овце, кози и кокошки, в миналото се е отглеждал и едър рогат добитък. Липсва каквото и да е производство, туризмът е с потенциал за развитие, но инвестиции в сектора няма. Горите се използват за дърводобив, бране на гъби и билки. Развито е и ловното стопанство. Увеличава се самозалесяването на изоставената земеделска земя. Земеделската кооперация в Мокране е основана през 1898 г. От 1867 г. в селото съществува начално училище. През учебната 2006/2007 година то има 22 ученици, днес е поделение на ОУ "Вера Радосавлиевич" Неготин.

## Култура и традиции
Съборът на селото е на Великден. Населението на Мокране е православно, при преброяването се е обявило за сръбско и влашко, занимава се предимно със земеделие и животновъдство. Родът на известния сръбски композитор Стеван Мокраняц е от Мокране. Местното културно-просветно дружество е приело неговото име - "Мокраняц". То редовно организира и участва в местни фолклорни събития, особено посветени на известния композитор. В селото хората се определят по родове и честват своите празници по църковния календар. По-известни от тях са: Гаврилович, Дойчич, Генчич, Труйкич, Пенич, Живулович, Чока, Чокулещ, Тиянич, Йованович, Попович, Бутурович, Царан, Сурчел, Орео, Зорич и др.

## Транспорт и инфраструктура
Мокране се намира в добре достъпен регион, благодарение на близостта до Държавен път 33 и паневропейски коридор E771. Има изградена железопътна линия, но гарата е на 6 км от центъра на селото. Асфалтовите връзки и общественият автобусен транспорт осигуряват функционална мобилност. Достъпно е по път, който го свързва с общинския център Неготин и с пограничния пункт при Брегово (България). Самият гранично-контролно пропускателен пункт е разположен в землището на Мокране. В селото са изградени електрическо осветление от 1952 г., телефонни връзки от 1977 г. и водоснабдяване от 1993 г. Макар и с ограничен бюджет, Община Неготин подържа пътната инфраструктура в селото в добро състояние, извършват се регулярни ремонти на улици и друга инфраструктура. Селото разполага с поща (пк 19317),  хранителен магазин и футболно игрище.

## Забележителности
Районът предлага редица културни, природни и исторически забележителности, които въпреки, че не са масово известни, имат потенциал за селски и културен туризъм. Селото е тихо, живописно и свързано с културната история на Сърбия – особено чрез името на Стеван Мокраняц. Най-известната природна забележителност е водопадът "Мокранска скала". Той е разположен на около 1,5 км западно от центъра на селото в живописна, защитена местност, където Сиколска река протича през скалист участък и образува водопад с малко езеро и пещера. Мястото се посещава от местното население и жителите на Неготин. Подходящо е за пикник и излети сред природата. Друга, основна забележителност в селото е църквата "Света Троица". Изградена е в периода 1869 – 1872 година  от майстора Петър Николов от с. Архангел, тогава в Османската империя. Стенописите и иконостаса са дело на дебърските майстори Нестор Траянов и Пане Гюрчинов.
Туризмът в село Мокране представлява съчетание от културно-исторически и природен потенциал, характерен за малките населени места в Източна Сърбия. Селото е родно място на известния сръбски композитор Стеван Мокраняц, което му придава особено значение в музикално-културното наследство на страната.  
В околностите на Мокране се намират природни забележителности като Мокранския водопад и скалните образувания на Сиколска река. Районът предлага възможности за пешеходен и екотуризъм, както и за културни събития с фолклорен и етнографски характер. Провеждането на местни фестивали, изложби и чествания допринася за запазването и популяризирането на традиционните обичаи и занаяти.
Туристическата инфраструктура в селото е в процес на развитие, но се поддържат инициативи за устойчив туризъм чрез сътрудничество с местната общност и културни институции. Благодарение на съчетанието от природни ресурси, културна идентичност и историческо значение, Мокране притежава потенциал за включване в регионални туристически маршрути и тематични културни обиколки.

## Галерия
- Водопад "Мокранска скала"
- Огърлица и наръкавници, находка от селото
- Кръст от 1860 г.
- Керамика от селото
- Стенопис от църквата